# J.D. Vance
James David Vance (n. 2 august 1984, Middletown⁠(d), Ohio, SUA) este un autor american, jurist, capitalist de risc și politician, care din 2023 a devenit senator de Ohio al Statelor Unite ale Americii, membru al Partidului Republican.
Din 20 ianuarie 2025 este al 50-lea vicepreședinte al Statelor Unite ale Americii.

## Biografie
Născut în Middletown, Ohio, Vance a servit în Marine Corps - infanteria marină a Statelor Unite și a urmat Universitatea de Stat din Ohio, absolvind în 2009. În 2013 a finalizat și studiile de la Facultatea de Drept din Yale. El a devenit cunoscut cu memoriile sale din 2016, Hillbilly Elegy, care descrie creșterea sa în Rust Belt, sărăcia, dependența de droguri și cultura apalachiană. Cartea a devenit un bestseller al New York Times și a fost ulterior transformat într-un film. Acesta a atras o atenție semnificativă a presei în timpul alegerilor prezidențiale din 2016 din Statele Unite. Vance l-a învins pe candidatul democrat Tim Ryan la alegerile pentru Senatul Statelor Unite din 2022 din Ohio. Campania sa a fost finanțată de magnatul gay Peter Thiel pentru care el lucrase mai înainte. După ce inițial se opusese candidaturii lui Donald Trump la alegerile din 2016, Vance a devenit apoi un susținător înfocat al acestuia. În iulie 2024, Trump l-a ales pe Vance drept partener de candidatură la alegerile prezidențiale din 2024 și a fost nominalizat oficial la Convenția Națională Republicană din 15 iulie.

## Păreri politice
În perioada petrecută în Senat, Vance a fost descris ca un neoreacționar, conservator național și un populist de dreapta. El i-a citat pe Curtis Yarvin, Patrick Deneen și René Girard ca influențe asupra convingerilor sale politice și religioase. Vance a fost considerat un neconformist în chestiuni economice, susținând creșteri ale salariului minim, sindicalizare, politica antitrust și s-a opus ajutorului militar american pentru Ucraina.
În discursul său de la Munich Security Conference, Vance a spus că instituțiile democratice europene și drepturile la libertatea de exprimare erau subminate. El a acuzat în mod special politicienii europeni că anulează alegeri, făcând referire la anularea primei runde a alegerilor prezidențiale din România din 2024, în urma rapoartelor despre campanii rusești pe internet și TikTok pentru a promova candidatul independent naționalist Călin Georgescu, care fusese pe primul loc. El a criticat abordarea oficialilor europeni privind integritatea electorală, susținând că sistemele democratice ar trebui să fie suficient de robuste pentru a rezista tentativelor de influență externă. Vance a comparat anularea cu practicile din perioada sovietică, spunând că "dacă democrația ta poate fi distrusă cu câteva sute de mii de dolari în publicitate digitală dintr-o țară străină, atunci nu era foarte puternică de la bun început." El a spus că instanțele din România au decis să anuleze alegerile sub presiunea "suspiciunilor fragede ale unei agenții de informații și a unei presiuni enorme din partea vecinilor săi continentali", făcând referire la Uniunea Europeană. El a condamnat în mod special "declarațiile cavalerești" făcute de fostul comisar european Thierry Breton, spunând că acesta "suna încântat că guvernul român tocmai anula o întreagă alegere" în timp ce era la televizor.
El a criticat și retorica europeană de a prezenta atitudinile vestice față de Rusia și Ucraina drept o "apărare a democrației", în contrast cu exemplele sale anterioare de presupuse încălcări ale principiilor democratice în Europa.
Apartenența sa la administrația Trump este contrariul oricăror principii democratice, fapt demonstrat pe 6 ianuarie 2021, când Clădirea Capitoliului din Washington, D.C., a fost atacată de o mulțime de susținători ai președintelui de atunci, Donald Trump, într-o tentativă de auto-lovitură de stat, la două luni după înfrângerea sa în alegerile prezidențiale din 2020.

## Lucrări
- Vance, J. D. (28 iunie 2016). Hillbilly Elegy: A Memoir of a Family and Culture in Crisis. New York: Harper. ISBN 9780062300546. OCLC 952097610.